# ژوآئو ویللا
ژوآئو پِدرو فِرِرا ویلِلا (به پرتغالی: João Pedro Ferreira Vilela)، (زاده ۹ سپتامبر ۱۹۸۵، لیسبون)، بازیکن فوتبال پرتغالی بوده و سابقه بازی در باشگاه تراکتورسازی تبریز را دارد.

## دوران حرفه‌ای
ژوآئو ویللا به عنوان محصول آکادمی باشگاه بنفیکا، در سن ۷ سالگی به عضویت این باشگاه درآمد. این بازیکن پرتغالی در فصل ۰۵-۲۰۰۴ به تیم اصلی بنفیکا -که تحت هدایت جیووانی تراپاتونی بود- دعوت شد؛ ولی تنها در بازی‌های پیش‌فصل به میدان آمد؛ تا این که در ژانویهٔ ۲۰۰۶ به صورت قرضی به باشگاه ژیل ویسنته منتقل شد. وی در پنجمین بازی خود در لیگ برتر پرتغال، در یک تساوی خانگی مقابل باشگاه ویتوریا گیمارش موفق به گلزنی شد.
پس از سقوط ژیل ویسنته به دستهٔ پایین‌تر، انتقال ژوآئو از بنفیکا، به صورت دائمی ثبت شد. او در مدت سه فصل کامل، در ۷۲ بازی رسمی لیگ به میدان رفته و ۱۰ بار نیز موفق به بازکردن دروازهٔ حریفان شد. در سال ۲۰۰۹ به باشگاه فاتیما پیوسته و در فصل پس از آن نیز به باشگاه ژیل ویسنته بازگشت. وی پس از حضور دوباره خود در این تیم در ۲۵ بازی، ۳ گل به ثمر رسانده و با قهرمانی در لیگ دسته ۲، به همراه تیمش پس از ۵ سال، به لیگ برتر صعود کرد.
ویللا در مجموع ۱۷ بازی در لیگ برتر فوتبال پرتغال انجام داده و ۴ گل نیز به ثمر رسانده است. همچنین در لیگ دسته دوم پرتغال نیز ۱۱۸ بازی و ۱۶ گل زده در کارنامه دارد.
این بازیکن در عرصهٔ ملی، سابقهٔ بازی در تیم‌های ردهٔ نوجوانان و جوانان پرتغال را داشته و در مجموع ۲۷ بازی و ۴ گل ملی را در این رده در کارنامه دارد. او به همراه تیم زیر ۱۷ سال پرتغال، در رقابت‌های جام ملت‌های زیر ۱۷ سال اروپا نیز حضور داشته‌است.
ویللا در ۹ خرداد ۱۳۹۱ با امضای قراردادی دو ساله، به همراه هم‌وطن خود، آنسلمو کاردوزو به باشگاه تراکتورسازی پیوست. وی در نیم‌فصل ۹۲-۱۳۹۱ از این باشگاه جدا شد.

## افتخارات
باشگاهی
- قهرمانی در لیگ زیر ۱۸ سال پرتغال ۰۴-۲۰۰۳ به همراه باشگاه بنفیکا
- قهرمانی در لیگ دسته سوم پرتغال ۰۵-۲۰۰۴ به همراه باشگاه بنفیکا ب
- قهرمانی در سوپر جام فوتبال پرتغال ۲۰۰۵ به همراه باشگاه بنفیکا
- قهرمانی در لیگ دسته دوم پرتغال ۱۱-۲۰۱۰ به همراه باشگاه ژیل ویسنته
- نائب‌قهرمانی در جام لیگ فوتبال پرتغال ۱۲-۲۰۱۱ به همراه باشگاه ژیل ویسنته